# Irina Tananaiko
Irina Aleksandrovna Tananaïko (en russe : Ирина Александровна Тананайко), née le 5 mars 1976 à Moguilev, est une biathlète biélorusse, naturalisée ukrainienne.

## Biographie
Aux Jeux olympiques d'hiver de 1998, elle est 22e du sprint et de l'individuel. Cette même année, elle obtient son unique podium en Coupe du monde au relais d'Osrblie. Un an plus tard, toujours à Osrblie, elle réalise sa meilleure performance individuelle dans l'élite, avec une septième place sur l'individuel.
Aux Championnats du monde 2000, elle est dixième de l'individuel, son meilleur résultat individuel en grand championnat.
À partir de la saison 2003-2004, elle commence à représenter l'Ukraine. Aux Championnats d'Europe 2005, elle monte sur la deuxième marche du podium avec le relais. La saison 2005-2006 est la dernière de sa carrière.

## Palmarès

### Jeux olympiques d'hiver
| Épreuve / Édition           | Individuel | Sprint | Relais |
| Jeux olympiques 1998 Nagano | 22e        | 22e    | 12e    |

### Championnats du monde
| Épreuve / Édition                            | Individuel | Sprint | Poursuite | Départ en masse                  | Relais |
| Mondiaux 1997 Osrblie                        | 27e        | -      | -         | Épreuve inexistante à cette date | -      |
| Mondiaux 1999 Kontiolahti/ Oslo-Holmenkollen | 22e        | 21e    | 13e       | 21e                              | -      |
| Mondiaux 2000 Oslo-Holmenkollen              | 10e        | 27e    | DSQ       | -                                | 11e    |
| Mondiaux 2001 Pokljuka                       | 34e        | 54e    | 52e       | -                                | -      |
| Mondiaux 2004 Oberhof                        | 21e        | -      | -         | -                                | 7e     |
| Mondiaux 2005 Hochfilzen                     | 28e        | 34e    | DNS       | -                                | 7e     |

### Coupe du monde
- Meilleur classement général : 33e en 2000.
- Meilleur résultat individuel : 7e.
- 1 podium en relais : 1 deuxième place.

#### Différents classements en Coupe du monde
| Année | Classement général final | Sprint | Poursuite | Individuel | Mass start |
| 1998  | 48e                      | 67e    | -         | 28e        | -          |
| 1999  | 41e                      | 56e    | 39e       | 24e        | 31e        |
| 2000  | 33e                      | 51e    | 40e       | 9e         | -          |
| 2001  | 57e                      | 51e    | 49e       | -          | -          |
| 2004  | 67e                      | -      | -         | 38e        | -          |
| 2005  | 84e                      | -      | -         | 58e        | -          |
| 2006  | 77e                      | -      | 60e       | 56e        | -          |

### Championnats d'Europe
- Médaille d'argent du relais en 2005.

### Championnats du monde de biathlon d'été
- Médaille d'or du relais en 1997, 1998 et 2000.
- Médaille d'argent du sprint en 1997.
- Médaille de bronze de la poursuite en 1997.
- Médaille d'argent du relais en 1999 et 2001.